# Wodorofosforan amonu
Wodorofosforan amonu, (NH
4)
2HPO
4 – nieorganiczny związek chemiczny, wodorosól kwasu fosforowego i zasady amonowej. Bardzo dobrze rozpuszcza się wodzie, jest nierozpuszczalny w alkoholach, acetonie i ciekłym amoniaku.
Ogrzewanie powyżej 70 °C powoduje rozkład do amoniaku i diwodorofosforanu amonu:
(NH
4)
2HPO
4 → (NH
4)H
2PO
4 + NH
3

## Otrzymywanie
Wodorofosforan amonu otrzymuje się w reakcji amoniaku z kwasem fosforowym:
2NH
3 + H
3PO
4 → (NH
4)
2HPO
4

## Zastosowanie
Wodorofosforan amonu stosowany jest jako wieloskładnikowy nawóz mineralny, dodatek do pożywek dla drożdży, środek gaśniczy oraz środek opóźniający palenie w sklejkach, papierach, tekstyliach i materiałach budowlanych. Wykorzystuje się go także w oczyszczaniu cukru, jako topnik w lutowaniu cyny, miedzi, cynku i mosiądzu, katalizator w produkcji aminoplastów, do impregnowania zapałek oraz w barwieniu wełny, m.in. chromem i barwnikami koloidalnymi rozpuszczalnymi w zasadach i nierozpuszczalnymi w kwasach. Jest czasem także składnikiem wody do gaszenia pożarów lasu i roślinności trawiastej.